# ルイーザ・クリスティーナ・ディ・サヴォイア
ルイーザ・クリスティーナ・ディ・サヴォイア（Luisa Cristina di Savoia, 1629年7月27日 - 1692年5月12日）は、イタリアのサヴォイア家の公女。名前はルドヴィーカ・クリスティーナ・ディ・サヴォイア（Ludovica Cristina di Savoia）と表記される場合もある。

## 生涯
サヴォイア公ヴィットーリオ・アメデーオ1世とその妻でフランス王アンリ4世の娘であるクリスティーヌの間の長女として生まれた。両親が長男ルイージ・アメデーオを亡くした翌年に誕生し、しかも母にとっては7年ぶりの懐妊・出産だったため、誕生に際しては世継ぎとなる男児の誕生が大いに期待されたが、生まれたのは女児だった。ルイーザの出生については、母と「ポムーズ（Pommeuse）」という名のフランス人の廷臣との間に生まれた不義の子だと噂されていた。
1637年に父が死ぬと、2人の幼い弟フランチェスコ・ジャチントとカルロ・エマヌエーレ2世が相次いで家督を相続し、母が息子たちの摂政となった。しかしヴィットーリオ・アメデーオ1世の2人の弟、枢機卿マウリツィオとカリニャーノ公トンマーゾ・フランチェスコは外国人の義姉の統治に異議を唱えて摂政の座を奪おうとし、結果としてサヴォイア公国には内戦が起きた。
2人の叔父たちは支援を得るべくスペインに逃れたが、スペイン政府は彼らを相手にしなかった。母クリスティーヌは兄のフランス王ルイ13世の助けでこの内戦に勝利した。叔父たちが許されて帰国すると、母は和解の一環としてオネーリア公爵となったマウリツィオと長女ルイーザの結婚を取り決めた。ルイーザと36歳年上の叔父との結婚（新郎は49歳、新婦は13歳だった）は1642年8月18日にトリノで行われた。マウリツィオは聖職者から還俗しての結婚だったため、この婚姻は教皇ウルバヌス8世の特別の認可を必要とした。
夫妻はマウリツィオが統治を任されたニースで暮らした。マウリツィオとは間に子供をもうけることなく1657年に死別し、ルイーザは27歳で未亡人となった。夫はルイーザに生涯蒐集した美術品の山と莫大な借金を残して死んだ。
ルイーザはトリノに帰り、夫の邸宅だったヴィラ・デッラ・レジーナを住まいとし、この屋敷を建築家アメデーオ・ディ・カステラモンテ（Amedeo di Castellamonte）に命じて大幅に改築させた。この他、グアリーノ・グアリーニにサヴォイア公国内の教会堂の建設・修築を依頼している。1692年に死去し、ヴィラやその他の遺産は甥ヴィットーリオ・アメデーオ2世の妻アンヌ・マリー・ドルレアンに相続された。